# Неперехідні свята
Неперехідні свята (нерухомі свята) — християнські свята з нерухомими датами за календарем.
Відповідно до літургійного календаря церков візантійського обряду, які живуть за новоюліанським календарем, зокрема Православна церква України та Українська греко-католицька церква, такими святами є:
- Початок індикту — церковне новоліття — 1 вересня;
- Різдво Пресвятої Богородиці — 8 вересня;
- Воздвиження Хреста Господнього — 14 вересня;
- Покрова Пресвятої Богородиці — 1 жовтня;
- Дмитрій Солунський — 26 жовтня;
- Параскева П'ятниця — 28 жовтня;
- Архистратиг Михаїл — 8 листопада;
- Апостола Пилипа — 14 листопада;
- Введення в Храм Пресвятої Діви Марії — 21 листопада;
- Андрій Первозваний — 30 листопада;
- День святої Варвари — 4 грудня;
- Миколай Чудотворець — 6 грудня;
- Зачаття Діви Марії — 9 грудня;
- Святий Вечір — 24 грудня;
- Різдво Христове — 25 грудня;
- Собор Пресвятої Богородиці — 26 грудня;
- Стефан Першомученик — 27 грудня;
- Обрізання Господнє та пам'ять святителя Василія Великого — 1 січня;
- Водохрещенський вечір — 5 січня;
- Богоявлення та Хрещення Господнє — 6 січня;
- Собор Предтечі та Хрестителя Господнього Івана — 7 січня;
- Свято Трьох Святителів —  30 січня;
- Стрітення Господнє — 2 лютого;
- Благовіщення Пресвятої Богородиці — 25 березня;
- Юрій Переможець — 23 квітня;
- Різдво Івана Предтечі — 24 червня;
- День апостолів Петра і Павла — 29 червня;
- Княгиня Київська Ольга — 11 липня;
- Володимир Великий — 15 липня;
- Пророк Ілля — 20 липня;
- Сім святих мучеників Макавеїв — 1 серпня;
- Преображення Господнє — 6 серпня;
- Успіння Пресвятої Богородиці — 15 серпня;
- Усікновення голови Івана Хрестителя — 29 серпня;
- Покладення чесного Пояса Пресвятої Богородиці — 31 серпня.